# AmericanConnection
AmericanConnection — торгова марка (або бренд) американської авіакомпанії American Airlines, використовувана регіональною авіакомпанією Chautauqua Airlines для пасажирських перевезень через транзитний вузол (хаб) в Міжнародному аеропорту Ламберт Сент-Луїс. Холдингова корпорація AMR Corporation, в яку входить American Airlines, використовує ще один бренд American Eagle Airlines для дочірніх регіональних авіакомпаній під загальним управлінням AMR Corporation для здійснення пасажирських перевезень через інші транзитні вузли країни.
Під брендом AmericanConnection щодня відбувається понад 180 рейсів в 23 аеропорту Сполучених Штатів Америки, всі ці рейси виконуються у складі перевезень глобального авіаційного альянсу Oneworld.

## Флот
Примітка: всі салони однокласному компонування.

## Історія
До появи бренду AmericanConnection перевізники працювали з авіакомпанією Trans World Airlines під торговою маркою Trans World Express.
Під брендом AmericanConnection працювали авіакомпанія RegionsAir — до березня 2007 року і авіакомпанія Trans States Airlines — до травня 2009 року.

## Авіаподії і нещасні випадки
- 12 червня 2006 року, рейс 5526 Вашингтон (Колумбія) — Сент-Луїс (Міссурі), Embraer ERJ 145. Літак здійснив аварійну посадку в Міжнародному аеропорту Піттсбурга після відмови гідравлічної системи. Відразу ж після здійснення посадки відмовила і резервна гідравлічна система.
- 19 жовтня 2004 року, рейс 5966 авіакомпанії RegionsAir Міжнародний аеропорт Ламберт Сент-Луїс (Міссурі) — Регіональний аеропорт Кірксвілл (Міссурі), Handley Page Jetstream реєстраційний номер N875JX. При заході на посадку в нічних умовах літак йшов нижче глісади, зачепив дерева і розбився перед злітно-посадковою смугою аеропорту. З 15 осіб на борту загинули 13 чоловік. Найбільш імовірною причиною катастрофи вважається помилка екіпажу, пов'язана з нездатністю пілотів провести візуальну орієнтування в нічних умовах.

## Маршрутна мережа перевезень

### Флорида
- Джексонвілл — Міжнародний аеропорт Джексонвіль

### Джорджія
- Атланта — Міжнародний аеропорт Хартсфілд-Джексон Атланта

### Індіана
- Індіанаполіс — Міжнародний аеропорт Індіанаполіс

### Айова
- Де-Мойн — Міжнародний аеропорт Де-Мойн

### Канзас
- Wichita — Середньоконтинентальний аеропорт Wichita

### Луїзіана
- Новий Орлеан — Міжнародний аеропорт Новий Орлеан імені Луїса Армстронга

### Міннесота
- Міннеаполіс — Міжнародний аеропорт Міннеаполіс/Сент-Пол

### Міссурі
- Сент-Луїс — Міжнародний аеропорт Ламберт Сент-Луїс ХАБ

### Нью-Джерсі
- Ньюарк — Міжнародний аеропорт Ньюарк Ліберті

### Північна Кароліна
- Шарлотт — Міжнародний аеропорт Шарлотт/Дуглас
- Ролі — Міжнародний аеропорт Ролі/Дарем

### Огайо
- Дейтон — Міжнародний аеропорт Дейтона імені Джеймса М. Коксу

### Оклахома
- Оклахома-сіті — Аеропорт імені Вілла Роджерса
- Талса — Міжнародний аеропорт Талса

### Пенсильванія
- Філадельфія — Міжнародний аеропорт Філадельфія

### Теннессі
- Нашвілл — Міжнародний аеропорт Нашвілл

### Техас
- Остін — Міжнародний аеропорт Остін-Бергстром
- Сан-Антоніо — Міжнародний аеропорт Сан-Антоніо

### Вірджинія
- Норфолк — Міжнародний аеропорт Норфолк
- Річмонд — Міжнародний аеропорт Річмонд
- Вашингтон — Міжнародний аеропорт Вашингтон Даллес

### Вісконсин
- Медісон — Регіональний аеропорт округу Дейн
- Мілвокі — Міжнародний аеропорт імені генерала Мітчелла

## Скасовані маршрути
- Кентуккі
  - Оуенсборо — Регіональний аеропорт Оуенсборо округу Дейвіс [1]
- Міссурі
  - Кейп-Жирардо — Регіональний аеропорт Кейп-Жирардо
- Теннессі
  - Джексон — Регіональний аеропорт Маккеллар-Сайпс
- Техас
  - Х'юстон — Аеропорт Х'юстон Интерконтинентал[2]